# National Football League 1994
La stagione NFL 1994 fu la 75ª stagione sportiva della National Football League, la massima lega professionistica statunitense di football americano. La finale del campionato, il Super Bowl XXIX, si disputò il 29 gennaio 1995 al Joe Robbie Stadium di Miami, in Florida e si concluse con la vittoria dei San Francisco 49ers sui San Diego Chargers per 49 a 26. La stagione iniziò il 4 settembre 1994 e si concluse con il Pro Bowl 1995 che si tenne il 5 febbraio 1995 a Honolulu.
In questa stagione i Phoenix Cardinals cambiarono la loro denominazione in Arizona Cardinals

## Modifiche alle regole
- Venne adottata la conversione da due punti dopo un touchdown.
- Venne arretrato il punto dei kickoff dalle proprie 35 alle 30 iarde, fino al 2011 dove sarebbe tornato sulle 35 iarde.
- Venne adottata al regola della neutral zone infraction (infrazione della zona neutra) che blocca automaticamente un'azione ancora prima dello snap quando un difensore entra nella zona neutra della linea di scrimmage provocando la reazione di un offensive lineman.
- Dopo un field goal fallito, la squadra che lo ha subito riprende il gioco dal punto in cui è stato effettuato il calcio (non più dal punto in cui è stato effettuato lo snap) oppure dalle proprie 20 iarde, se il punto del calcio fosse più vicino alla propria linea di touchdown.
- Venne vietato durante un'azione di field goal o di extra point, di effettuare blocchi al di sotto della cintura.

## Stagione regolare
La stagione regolare iniziò il 4 settembre e terminò il 26 dicembre 1994, si svolse in 17 giornate durante le quali ogni squadra disputò 16 partite.

### Risultati della stagione regolare
- V = Vittorie, S = Sconfitte, P = Pareggi, PCT = Percentuale di vittorie, PF = Punti Fatti, PS = Punti Subiti
- La qualificazione ai play-off è indicata in verde (tra parentesi il seed)

| AFC East                 |    |    |   |     |     |     |
| Squadra                  | V  | S  | P | PCT | PF  | PS  |
| (3) Miami Dolphins       | 10 | 6  | 0 | 625 | 389 | 327 |
| (5) New England Patriots | 10 | 6  | 0 | 625 | 351 | 312 |
| Indianapolis Colts       | 8  | 8  | 0 | 500 | 307 | 320 |
| Buffalo Bills            | 7  | 9  | 0 | 438 | 340 | 356 |
| New York Jets            | 6  | 10 | 0 | 375 | 264 | 320 |

| NFC East            |    |    |   |     |     |     |
| Squadra             | V  | S  | P | PCT | PF  | PS  |
| (2) Dallas Cowboys  | 12 | 4  | 0 | 750 | 414 | 248 |
| New York Giants     | 9  | 7  | 0 | 563 | 279 | 305 |
| Arizona Cardinals   | 8  | 8  | 0 | 500 | 235 | 267 |
| Philadelphia Eagles | 7  | 9  | 0 | 438 | 308 | 308 |
| Washington Redskins | 3  | 13 | 0 | 188 | 320 | 412 |

| AFC Central             |    |    |   |     |     |     |
| Squadra                 | V  | S  | P | PCT | PF  | PS  |
| (1) Pittsburgh Steelers | 12 | 4  | 0 | 750 | 316 | 234 |
| (4) Cleveland Browns    | 11 | 5  | 0 | 688 | 340 | 204 |
| Cincinnati Bengals      | 3  | 13 | 0 | 188 | 276 | 406 |
| Houston Oilers          | 2  | 14 | 0 | 125 | 226 | 352 |

| NFC Central           |    |    |   |     |     |     |
| Squadra               | V  | S  | P | PCT | PF  | PS  |
| (3) Minnesota Vikings | 10 | 6  | 0 | 625 | 356 | 314 |
| (4) Green Bay Packers | 9  | 7  | 0 | 563 | 382 | 287 |
| (5) Detroit Lions     | 9  | 7  | 0 | 563 | 357 | 342 |
| (6) Chicago Bears     | 9  | 7  | 0 | 563 | 271 | 307 |
| Tampa Bay Buccaneers  | 6  | 10 | 0 | 375 | 251 | 351 |

| AFC West               |    |    |   |     |     |     |
| Squadra                | V  | S  | P | PCT | PF  | PS  |
| (2) San Diego Chargers | 11 | 5  | 0 | 688 | 381 | 306 |
| (6) Kansas City Chiefs | 9  | 7  | 0 | 563 | 319 | 298 |
| Los Angeles Raiders    | 9  | 7  | 0 | 563 | 303 | 327 |
| Denver Broncos         | 7  | 9  | 0 | 438 | 347 | 396 |
| Seattle Seahawks       | 6  | 10 | 0 | 375 | 287 | 323 |

| NFC West                |    |    |   |     |     |     |
| Squadra                 | V  | S  | P | PCT | PF  | PS  |
| (1) San Francisco 49ers | 13 | 3  | 0 | 813 | 505 | 296 |
| New Orleans Saints      | 7  | 9  | 0 | 438 | 348 | 407 |
| Atlanta Falcons         | 7  | 9  | 0 | 438 | 317 | 385 |
| Los Angeles Rams        | 4  | 12 | 0 | 250 | 286 | 365 |

## Play-off
I play-off iniziarono con il Wild Card Weekend il 31 dicembre 1994 e il 1º gennaio 1995. I Divisional Playoff si giocarono il 7 e 8 gennaio e i Conference Championship Game il 15 gennaio. Il Super Bowl XXIX si giocò il 29 gennaio al Joe Robbie Stadium di Miami.

### Seeding
| Seed | American Football Conference                | National Football Conference              |
| ---- | ------------------------------------------- | ----------------------------------------- |
| 1    | Pittsburgh Steelers (vincitori AFC Central) | San Francisco 49ers (vincitori NFC West)  |
| 2    | San Diego Chargers (vincitori AFC West)     | Dallas Cowboys (vincitori NFC East)       |
| 3    | Miami Dolphins (vincitori AFC East)         | Minnesota Vikings (vincitori NFC Central) |
| 4    | Cleveland Browns                            | Green Bay Packers                         |
| 5    | New England Patriots                        | Detroit Lions                             |
| 6    | Kansas City Chiefs                          | Chicago Bears                             |

### Incontri
| Wild Card Game | Wild Card Game                   | Wild Card Game                   | Wild Card Game                   |    |               | Divisional Play-off             | Divisional Play-off              | Divisional Play-off             |                                   |                                   | Conference Championship           | Conference Championship | Conference Championship |  |  | Super Bowl XXIX | Super Bowl XXIX | Super Bowl XXIX | Super Bowl XXIX | Super Bowl XXIX |
|                |                                  |                                  |                                  |    |               |                                 |                                  |                                 |                                   |                                   |                                   |                         |                         |  |  |                 |                 |                 |                 |                 |
|                | 31 dicembre - Joe Robbie Stadium | 31 dicembre - Joe Robbie Stadium | 31 dicembre - Joe Robbie Stadium |    |               | 8 gennaio - Jack Murphy Stadium | 8 gennaio - Jack Murphy Stadium  | 8 gennaio - Jack Murphy Stadium |                                   |                                   |                                   |                         |                         |  |  |                 |                 |                 |                 |                 |
|                | 31 dicembre - Joe Robbie Stadium | 31 dicembre - Joe Robbie Stadium | 31 dicembre - Joe Robbie Stadium |    |               | 8 gennaio - Jack Murphy Stadium | 8 gennaio - Jack Murphy Stadium  | 8 gennaio - Jack Murphy Stadium |                                   |                                   |                                   |                         |                         |  |  |                 |                 |                 |                 |                 |
|                | 31 dicembre - Joe Robbie Stadium | 31 dicembre - Joe Robbie Stadium | 31 dicembre - Joe Robbie Stadium |    |               | 8 gennaio - Jack Murphy Stadium | 8 gennaio - Jack Murphy Stadium  | 8 gennaio - Jack Murphy Stadium |                                   |                                   |                                   |                         |                         |  |  |                 |                 |                 |                 |                 |
|                | 31 dicembre - Joe Robbie Stadium | 31 dicembre - Joe Robbie Stadium | 31 dicembre - Joe Robbie Stadium |    |               | 8 gennaio - Jack Murphy Stadium | 8 gennaio - Jack Murphy Stadium  | 8 gennaio - Jack Murphy Stadium |                                   |                                   |                                   |                         |                         |  |  |                 |                 |                 |                 |                 |
|                | 6                                | Kansas City                      | 17                               |    |               | 8 gennaio - Jack Murphy Stadium | 8 gennaio - Jack Murphy Stadium  | 8 gennaio - Jack Murphy Stadium |                                   |                                   |                                   |                         |                         |  |  |                 |                 |                 |                 |                 |
|                | 6                                | Kansas City                      | 17                               | 3  | Miami         | 21                              |                                  |                                 |                                   |                                   |                                   |                         |                         |  |  |                 |                 |                 |                 |                 |
|                | 3                                | Miami                            | 27                               | 3  | Miami         | 21                              |                                  |                                 | 15 gennaio - Three Rivers Stadium | 15 gennaio - Three Rivers Stadium | 15 gennaio - Three Rivers Stadium |                         |                         |  |  |                 |                 |                 |                 |                 |
|                | 3                                | Miami                            | 27                               | 2  | San Diego     | 22                              |                                  |                                 | 15 gennaio - Three Rivers Stadium | 15 gennaio - Three Rivers Stadium | 15 gennaio - Three Rivers Stadium |                         |                         |  |  |                 |                 |                 |                 |                 |
|                |                                  |                                  |                                  | 2  | San Diego     | 22                              |                                  |                                 | 15 gennaio - Three Rivers Stadium | 15 gennaio - Three Rivers Stadium | 15 gennaio - Three Rivers Stadium |                         |                         |  |  |                 |                 |                 |                 |                 |
|                |                                  |                                  |                                  |    |               |                                 |                                  |                                 | 15 gennaio - Three Rivers Stadium | 15 gennaio - Three Rivers Stadium | 15 gennaio - Three Rivers Stadium |                         |                         |  |  |                 |                 |                 |                 |                 |
|                | 1º gennaio - Cleveland Stadium   | 1º gennaio - Cleveland Stadium   | 1º gennaio - Cleveland Stadium   | 2  | San Diego     | 17                              |                                  |                                 |                                   |                                   |                                   |                         |                         |  |  |                 |                 |                 |                 |                 |
|                | 1º gennaio - Cleveland Stadium   | 1º gennaio - Cleveland Stadium   | 1º gennaio - Cleveland Stadium   | 2  | San Diego     | 17                              | 7 gennaio - Three Rivers Stadium |                                 |                                   |                                   |                                   |                         |                         |  |  |                 |                 |                 |                 |                 |
|                | 1º gennaio - Cleveland Stadium   | 1º gennaio - Cleveland Stadium   | 1º gennaio - Cleveland Stadium   |    | 1             | Pittsburgh                      | 13                               |                                 |                                   |                                   |                                   |                         |                         |  |  |                 |                 |                 |                 |                 |
|                | 1º gennaio - Cleveland Stadium   | 1º gennaio - Cleveland Stadium   | 1º gennaio - Cleveland Stadium   |    | 1             | Pittsburgh                      | 13                               |                                 |                                   |                                   |                                   |                         |                         |  |  |                 |                 |                 |                 |                 |
|                | 5                                | New England                      | 13                               |    |               |                                 |                                  |                                 |                                   |                                   |                                   |                         |                         |  |  |                 |                 |                 |                 |                 |
|                | 5                                | New England                      | 13                               | 4  | Cleveland     | 9                               |                                  |                                 |                                   |                                   |                                   |                         |                         |  |  |                 |                 |                 |                 |                 |
|                | 4                                | Cleveland                        | 20                               | 4  | Cleveland     | 9                               |                                  |                                 | 29 gennaio - Joe Robbie Stadium   | 29 gennaio - Joe Robbie Stadium   | 29 gennaio - Joe Robbie Stadium   |                         |                         |  |  |                 |                 |                 |                 |                 |
|                | 4                                | Cleveland                        | 20                               | 1  | Pittsburgh    | 29                              |                                  |                                 | 29 gennaio - Joe Robbie Stadium   | 29 gennaio - Joe Robbie Stadium   | 29 gennaio - Joe Robbie Stadium   |                         |                         |  |  |                 |                 |                 |                 |                 |
|                |                                  |                                  |                                  | 1  | Pittsburgh    | 29                              |                                  |                                 |                                   | 29 gennaio - Joe Robbie Stadium   | 29 gennaio - Joe Robbie Stadium   |                         |                         |  |  |                 |                 |                 |                 |                 |
|                |                                  |                                  |                                  |    |               |                                 |                                  |                                 |                                   | 29 gennaio - Joe Robbie Stadium   | 29 gennaio - Joe Robbie Stadium   |                         |                         |  |  |                 |                 |                 |                 |                 |
|                | 31 dicembre - Lambeau Field      | 31 dicembre - Lambeau Field      | 31 dicembre - Lambeau Field      | A2 | San Diego     | 26                              |                                  |                                 |                                   |                                   |                                   |                         |                         |  |  |                 |                 |                 |                 |                 |
|                | 31 dicembre - Lambeau Field      | 31 dicembre - Lambeau Field      | 31 dicembre - Lambeau Field      | A2 | San Diego     | 26                              | 8 gennaio - Texas Stadium        |                                 |                                   |                                   |                                   |                         |                         |  |  |                 |                 |                 |                 |                 |
|                | 31 dicembre - Lambeau Field      | 31 dicembre - Lambeau Field      | 31 dicembre - Lambeau Field      |    | N1            | San Francisco                   | 49                               |                                 |                                   |                                   |                                   |                         |                         |  |  |                 |                 |                 |                 |                 |
|                | 31 dicembre - Lambeau Field      | 31 dicembre - Lambeau Field      | 31 dicembre - Lambeau Field      |    | N1            | San Francisco                   | 49                               |                                 |                                   |                                   |                                   |                         |                         |  |  |                 |                 |                 |                 |                 |
|                | 5                                | Detroit                          | 12                               |    |               |                                 |                                  |                                 |                                   |                                   |                                   |                         |                         |  |  |                 |                 |                 |                 |                 |
|                | 5                                | Detroit                          | 12                               | 4  | Green Bay     | 9                               |                                  |                                 |                                   |                                   |                                   |                         |                         |  |  |                 |                 |                 |                 |                 |
|                | 4                                | Green Bay                        | 16                               | 4  | Green Bay     | 9                               |                                  |                                 | 15 gennaio - Candlestick Park     | 15 gennaio - Candlestick Park     | 15 gennaio - Candlestick Park     |                         |                         |  |  |                 |                 |                 |                 |                 |
|                | 4                                | Green Bay                        | 16                               | 2  | Dallas        | 35                              |                                  |                                 | 15 gennaio - Candlestick Park     | 15 gennaio - Candlestick Park     | 15 gennaio - Candlestick Park     |                         |                         |  |  |                 |                 |                 |                 |                 |
|                |                                  |                                  |                                  | 2  | Dallas        | 35                              |                                  |                                 | 15 gennaio - Candlestick Park     | 15 gennaio - Candlestick Park     | 15 gennaio - Candlestick Park     |                         |                         |  |  |                 |                 |                 |                 |                 |
|                |                                  |                                  |                                  |    |               |                                 |                                  |                                 | 15 gennaio - Candlestick Park     | 15 gennaio - Candlestick Park     | 15 gennaio - Candlestick Park     |                         |                         |  |  |                 |                 |                 |                 |                 |
|                | 1º gennaio - Metrodome           | 1º gennaio - Metrodome           | 1º gennaio - Metrodome           | 2  | Dallas        | 28                              |                                  |                                 |                                   |                                   |                                   |                         |                         |  |  |                 |                 |                 |                 |                 |
|                | 1º gennaio - Metrodome           | 1º gennaio - Metrodome           | 1º gennaio - Metrodome           | 2  | Dallas        | 28                              | 7 gennaio - Candlestick Park     |                                 |                                   |                                   |                                   |                         |                         |  |  |                 |                 |                 |                 |                 |
|                | 1º gennaio - Metrodome           | 1º gennaio - Metrodome           | 1º gennaio - Metrodome           |    | 1             | San Francisco                   | 38                               |                                 |                                   |                                   |                                   |                         |                         |  |  |                 |                 |                 |                 |                 |
|                | 1º gennaio - Metrodome           | 1º gennaio - Metrodome           | 1º gennaio - Metrodome           |    | 1             | San Francisco                   | 38                               |                                 |                                   |                                   |                                   |                         |                         |  |  |                 |                 |                 |                 |                 |
|                | 6                                | Chicago                          | 35                               |    |               |                                 |                                  |                                 |                                   |                                   |                                   |                         |                         |  |  |                 |                 |                 |                 |                 |
|                | 6                                | Chicago                          | 35                               | 6  | Chicago       | 15                              |                                  |                                 |                                   |                                   |                                   |                         |                         |  |  |                 |                 |                 |                 |                 |
|                | 3                                | Minnesota                        | 18                               | 6  | Chicago       | 15                              |                                  |                                 |                                   |                                   |                                   |                         |                         |  |  |                 |                 |                 |                 |                 |
|                | 3                                | Minnesota                        | 18                               | 1  | San Francisco | 44                              |                                  |                                 |                                   |                                   |                                   |                         |                         |  |  |                 |                 |                 |                 |                 |

### Vincitore
| Vincitori del Super Bowl XXIX San Francisco 49ers 5º titolo |

## Premi individuali
| MVP della NFL                 | Steve Young, Quarterback, San Francisco 49ers    |
| Allenatore dell'anno          | Bill Parcells, New England Patriots              |
| Giocatore offensivo dell'anno | Barry Sanders, Running back, Detroit Lions       |
| Difensore dell'anno           | Deion Sanders, Cornerback, San Francisco 49ers   |
| Rookie offensivo dell'anno    | Marshall Faulk, Running Back, Indianapolis Colts |
| Rookie difensivo dell'anno    | Tim Bowens, Defensive tackle, Miami Dolphins     |
| Comeback Player of the Year   | Dan Marino, Quarterback, Miami Dolphins          |